# Sălățig, Sălaj
Sălățig (în maghiară Szilágyszeg) este satul de reședință al comunei cu același nume din județul Sălaj, Transilvania, România.

## Istoric
Bătrânii satului povestesc că, pe vremuri, în apropierea locului unde azi se află lacul de acumulare de pe valea Șandrei se afla un sat, cu numele Șandra. Fiind atacați de tătari, locuitorii satului s-au refugiat în pădurile din apropiere, despărțindu-se în două părți. În timp, fiind nevoiți să viețuiască în pădure, fiecare grup de fugari au format noi sate, unul dintre acestea fiind satul Sălățig iar celălalt fiind satul Mineu.
Aceeași poveste mai spune că, pentru a nu lăsa pe mâna păgânilor clopotele bisericii, acestea au fost aruncate într-o fântână, iar acestea - în noaptea unei anumite sărbători - se pot auzi cum bat.
Academicianul Ștefan Pascu, în lucrarea sa „Voievodatul Transilvaniei”, pomenește de existența unei cetăți tărănești din pământ în localitatea Sălațig, în perioada evului mediu.
În „Szilágy vármegye monográfiája” - scrisă de Petri Mór - aflăm că la 1906 în sat exista o biserică greco-catolică de lemn. Aceeași sursă ne spune că registrul stării civile a început să fie ținut din anul 1824. Scoala primară a fost inițial patronată de către parohia reformată iar mai apoi a funcționat prin grija statului. Scoala și-a desfășurat activitatea în sediul vechi până la construirea unei noi școli, în perioada comunistă. În prezent, sediul scolii vechi, a fost retrocedat parohiei reformate din Sălațig. Noua scoală poartă numele scriitorului Petre Dulfu, născut în Tohat, localitate aflată în apropiere.
În perioada 1940-1944, satul s-a aflat în zona cedată Ungariei, românii apți de serviciul militar fiind înrolați în timpul celui de-al doilea război mondial în armata ungară. Au fost și tineri care, trecând granița în România s-au înrolat în Divizia Tudor Vladimirescu, luptând pentru statul român. Spre sfârșitul războiului, în timpul retragerii, trupele germane au poposit temporar în sat, la plecare distrugând podul de lemn de peste valea Sălajului.

## Demografie
Alături de orașul Cehu Silvaniei și comuna Benesat, localitatea Sălățig face parte, sub aspect etnografic din zona Codrului.
La recensămantul din anul 2002 satul a înregistrat 574 locuitori.
Potrivit datelor prezentate de Petri Mór în monografia citată, în 1847 în Sălățig erau 8 locutori romano-catolici, 244 locuitori greco-catolici și 267 locuitori reformați. În anul 1890 localitatea avea 433 locuitori din care: 177 maghiari, 1 german, 247 români și 8 locuitori cu altă naționalitate. Încadrarea lor confesională, din același an:: 18 romano-catolici, 248 greco-catolici, 155 reformați, 11 izraeliți și o persoană de altă religie.

## Date economice
Economia așezării este preponderent agrară, cultivarea pământului și creșterea animalelor fiind activitatea de bază a majorității locuitorilor.

## Lăcașe de cult

Biserica Ortodoxă Sălăţig, 2008

Biserica Reformată din Sălățig, 2008

- Biserica Ortodoxă cu hramul „Adormirea Maicii Domnului”, hram moștenit de la vechea biserica de lemn din Sălățig, azi dispărută. Este construită în anul 1948.
- Biserica Reformată (de rit calvin), construită în jurul anului 1753, refăcută în anul 1809[5]. A avut și clopotniță din lemn.
- Biserica Baptistă

## Imagini

Casă veche din sat
Şcoala veche din Sălăţig
Magazia din spatele primăriei
Dispensarul Uman
Poiată cu şură
Casa veche din sat
Poiată, şură, bucătărie de vară cu mijloc albastru
Găbănaş cu coteţe